# Liste der Baudenkmale in Hokitika
Die Liste der Baudenkmale in Hokitika umfasst alle vom New Zealand Historic Places Trust (NZHPT) als „Historic Place“ oder „Historic Area“ eingestuften Baudenkmale und Flächendenkmale der neuseeländischen Ortschaft Hokitika. Die Angaben stammen aus dem Register des NZHPT. Die Bezeichnungen der Baudenkmale orientieren sich an diesem Register. In die Liste werden auch bekannte Wahi Tapu (Area), kulturell und religiös bedeutsame Stätten und Gebiete der Māori, aufgenommen. Sie werden jedoch meist nicht publiziert.

| Bild           | Bezeichnung                             | Ort      | Anschrift                                         | Beschreibung                                                 | Bauzeit   | Eintrag            | Nummer | Kat. |
| -------------- | --------------------------------------- | -------- | ------------------------------------------------- | ------------------------------------------------------------ | --------- | ------------------ | ------ | ---- |
| weitere Bilder | Customhouse                             | Hokitika | Gibson Quay Karte                                 | ehem. Zollhaus                                               | 1896–1897 | 28. Juni 1990      | 1700   | 1    |
| weitere Bilder | Totalisator Building                    | Hokitika | 6 Dalton Street, Hokitika Racecourse Karte        | Ergebnisanzeige einer Pferderennbahn                         | 1913      | 30. April 2010     | 9249   | 1    |
| weitere Bilder | St Mary’s Catholic Church               | Hokitika | Ecke Sewell Street und Stafford Street Karte      | Kirche                                                       | 1914 (ab) | 2. April 2004      | 1705   | 1    |
| weitere Bilder | Seddon Statue                           | Hokitika | 14 Sewell Street Karte                            | Statue des Premierministers Richard John Seddon              | 1910      | 28. Juli 1990      | 4995   | 1    |
| weitere Bilder | Mahinapua Creek Railway Bridge          | Hokitika | Mahinapua Creek südlich von Hokitika Karte        | Eisenbahnbrücke, seit 1985 ohne Anschluss ans Gleisnetz      | 1905      | 28. Juni 1990      | 5010   | 1    |
| weitere Bilder | Government Buildings/Courthouse         | Hokitika | 14 Sewell Street Karte                            | ehem. Gerichts- und Verwaltungsgebäude, heute Privateigentum | 1908–1909 | 28. Juni 1990      | 5011   | 1    |
| weitere Bilder | All Saints’ Church                      | Hokitika | Ecke 57 Bealey Street und Stafford Street Karte   | anglikanische Kirche                                         | 1936      | 28. Juni 1990      | 5012   | 1    |
| weitere Bilder | St Andrew’s United Church               | Hokitika | 66 Hampden Street Karte                           | Kirche                                                       | 1935      | 28. Juni 1990      | 5013   | 1    |
| weitere Bilder | Carnegie Free Public Library (Former)   | Hokitika | Tancred Street und Hamilton Street Karte          | ehemalige Bibliothek, heute Galerie und Teil eines Museums   | 1906–1908 | 11. Dezember 2003  | 1702   | 2    |
| weitere Bilder | Hungerford Mausoleum                    | Hokitika | Seaview Hill Road, Hokitika Public Cemetery Karte | Grabdenkmal                                                  | 1874      | 2. Februar 2004    | 1703   | 2    |
| weitere Bilder | Seaview Lighthouse                      | Hokitika | Seaview Terrace (ursprünglich Gaol Hill) Karte    | Leuchtturm; nicht mehr am Originalstandort                   | 1879      | 2. April 2004      | 1704   | 2    |
| weitere Bilder | Rentons Hardware                        | Hokitika | 21 Hamilton Street Karte                          | Laden                                                        | 1908      | 21. September 1989 | 5050   | 2    |
| weitere Bilder | Hokitika Savings Bank Building (Former) | Hokitika | 10 Hamilton Street Karte                          | Bankfiliale, ehemalige                                       | 1927      | 21. September 1989 | 5051   | 2    |
| weitere Bilder | Prestons Building (Former)              | Hokitika | 95 Revell Street Karte                            | Laden                                                        | 1923      | 21. September 1989 | 5052   | 2    |
| weitere Bilder | Regent Theatre                          | Hokitika | 23 Weld Street Karte                              | Theater                                                      | 1935      | 21. September 1989 | 5053   | 2    |
| weitere Bilder | Memorial Clock Tower                    | Hokitika | Sewell Street und Weld Street Karte               | Uhrenturm, Wahrzeichen von Hokitika                          | 1903      | 21. September 1989 | 5054   | 2    |
| weitere Bilder | Bank of New Zealand (Former)            | Hokitika | Revell Street und Camp Street Karte               | Bankfiliale, ehemalige                                       | 1931      | 21. September 1989 | 5055   | 2    |
| weitere Bilder | Bank of New South Wales (Former)        | Hokitika | 32-34 Revell Street und Camp Street Karte         | Bankfiliale, ehemalige                                       | 1906      | 21. September 1989 | 5056   | 2    |
| weitere Bilder | National Bank (Former)                  | Hokitika | Revell Street und Hamilton Street Karte           | Bankfiliale, ehemalige                                       | 1939      | 21. September 1989 | 5057   | 2    |